# Prieuré de Grazac
Le prieuré de Grazac est un prieuré situé en France sur la commune de Grazac, dans la région Auvergne-Rhône-Alpes.

## Localisation
Le prieuré est situé dans le département français de la Haute-Loire, sur la commune de Grazac, dans l'ancienne région administrative d'Auvergne.

## Historique
Le prieuré de Grazac, relevant du diocèse du Puy, était soumis à l'autorité de Cluny. Au XVe siècle, ses structures se composaient de quatre ailes entourées d'un fossé, avec l'église positionnée au centre. Au XVIe siècle, pendant les guerres de Religion, le couvent fut converti en place forte par les ligueurs, qui en prirent le contrôle en 1592. Des modifications substantielles durent être apportées à l'édifice à cette époque. Après le triomphe d'Henri IV, Grazac subit des pillages et des destructions partielles. En 1648, Adrien Chapot reprit la paroisse, et à la suite du comblement des fossés, le couvent fortifié connut une transformation significative.

## Description
Possédant une structure approximativement rectangulaire, le prieuré est adossé au côté sud de la façade occidentale de l'église. Une série de consoles orne les façades ouest et sud. Ces consoles, constituées de corbeaux superposés en quart-de-rond, surmontés d'une bande en saillie, et alternant avec des mâchicoulis, sont surmontées d'un parapet reposant sur des linteaux. Elles étaient conçues pour assurer une protection continue de toutes les faces externes de l'ancien couvent. Au premier étage, une cheminée monumentale en pierre subsiste, avec des piédroits formés de colonnes engagées à tambours reposant sur une base prismatique et surmontées d'un tailloir cubique qui supporte le reste du manteau.

## Valorisation du patrimoine
En 2013, le prieuré est devenu membre de la Fédération européenne des sites clunisiens.

## Protection
Les façades sont inscrites au titre des monuments historiques par arrêté du 30 avril 1986.